# Giovanni Giovannini

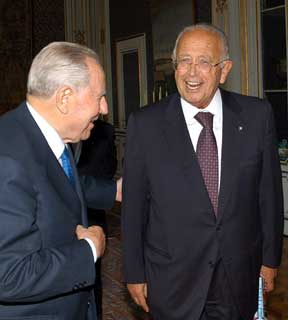
Giovanni Giovannini con Carlo Azeglio Ciampi (30 settembre 2004)

Giovanni Giovannini (Bibbiena, 30 maggio 1920 – Torino, 8 ottobre 2008) è stato un giornalista, scrittore e editore italiano.

## Biografia
Laureatosi in Diritto internazionale all'Università degli Studi di Torino, intraprese l'attività di giornalista nel quotidiano cittadino, La Stampa, presso cui si svolse la sua intera carriera giornalistica: redattore, inviato speciale, vice direttore. Da inviato speciale seguì nei momenti più caldi le maggiori crisi internazionali della seconda metà del Novecento, come le guerre per l'indipendenza in Algeria e in Congo (esperienze poi raccolte in volumi: si veda in Bibliografia).
Nel 1972 fu chiamato dalla proprietà del giornale ad assumere il ruolo di amministratore delegato e poi di presidente dell'Editrice La Stampa. Dal giornalismo "puro" passò così a compiti manageriali che lo portarono nel 1976 ad essere eletto presidente della Federazione Italiana Editori Giornali (FIEG), carica che mantenne per vent'anni fino al 1996, e della Federazione Internazionale Editori Giornali per il biennio 1988-1990.
Dal 1985 al 1994 fu presidente dell'ANSA, e principale agenzia di stampa italiana e, a partire dal 1983, presidente della scuola di giornalismo della Libera università internazionale degli studi sociali Guido Carli (Luiss) di Roma.
Negli stessi anni le nuove tecnologie stavano radicalmente mutando non solo il mondo dei quotidiani ma l'intero campo della comunicazione. Giovannini ne fu convinto assertore, come testimoniano le altre iniziative da lui intraprese.
Iniziative che si possono tutte sintetizzare in "Giornalisti e computer", dal titolo che compariva sulla copertina di febbraio 1986 della rivista mensile di informazione e documentazione "L'Editore", da lui fondata e diretta a partire dal 1978.
All'attività di scrittore e giornalista aveva infatti nel frattempo affiancato quella di editore in proprio, fondando e dirigendo nel 1983 la casa editrice Gutenberg2000, per la quale creò la rivista mensile Media Duemila e curò vari volumi, tra cui Mass Media Anni '90 e Dalla Selce al Silicio-storia dei mezzi di comunicazione di massa (si veda in Bibliografia).
Nel 1995, la pubblicazione, da lui fortemente voluta, dei tre volumi Mezzo Secolo della nostra vita, di Sergio Lepri, una storia degli avvenimenti mondiali dal 1945 al 1995 attraverso le notizie e le foto dell'ANSA.
Nel 2004 gli venne conferito il Premio Saint Vincent per il giornalismo, "alla carriera". Nello stesso 2004 pubblicò il suo ultimo libro, Il Quaderno nero, diario della sua esperienza di internato militare in Germania dopo l'8 settembre del 1943.
È sepolto nel Cimitero monumentale di Torino.

## Onorificenze

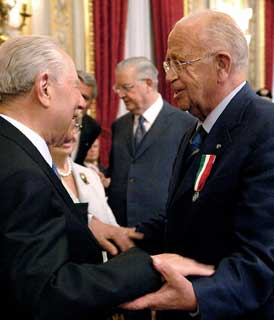
Il Presidente Ciampi si congratula con Giovannini dopo avergli conferito la Medaglia d'argento al merito civile (9 giugno 2005)

Legion d'Onore della Repubblica Francese

1992

## Opere
- Giovanni Giovannini, Congo nel cuore delle tenebre, Milano, Mursia, 1966.
- Giovanni Giovannini, Giappone domani, Torino, AEDA, 1967.
- Giovanni Giovannini, Frontiere senza pace, Milano, Mursia, 1975.
- Giovanni Giovannini et al. (a cura di), Dalla Selce al Silicio, storia dei mezzi di comunicazione di massa, Torino , Gutenberg2000, 1984 prima edizione, poi ampliata in successive edizioni (ultima 2003)
- Giovanni Giovannini et al. ( a cura di), Mass Media anni '90, Torino, Gutenberg2000, 1985
- Giovanni Giovannini, Il quaderno nero: settembre 1943 - aprile 1945, Scheiwiller, 2004.